# 宜昌市第十六中学
30°42′23″N 111°17′24″E / 30.70651°N 111.29000°E
宜昌市第十六中学，坐落于湖北省宜昌市市区中心夷陵广场旁，是一所现代化的德育示范学校，其始建于1957年，原名宜昌市实践中学、井冈山中学，至1971年改为现名。学校占地9350m2，校舍建筑面积8600m2。